# SC-108
SC-108 é uma rodovia brasileira do estado de Santa Catarina.
Possui 472,26 km e passa nos municípios de Joinville, Guaramirim, Massaranduba, Gaspar, Brusque, São João Batista, Major Gercino, Angelina, Rancho Queimado, Anitápolis, Santa Rosa de Lima, Rio Fortuna, Braço do Norte, São Ludgero, Orleans, Urussanga, Cocal do Sul, Morro da Fumaça, Criciúma, Forquilhinha, Meleiro, Turvo, Ermo, Jacinto Machado, Praia Grande (Divisa de estado com o Rio Grande do Sul).
O segmento que percorre São Ludgero foi batizado em homenagem a Daniel Brüning.

## Duplicação
Em março de 2024, foram iniciadas as obras de duplicação de 3,8 quilômetros e a restauração de mais 11,2 quilômetros entre as cidades de Guaramirim e Massaranduba.